# 黄色新闻
黄色新闻，或黄色新闻学（英語：Yellow journalism），是新闻报道和媒体编辑的一种取向。得名源于19-20世纪之交纽约漫画专栏《霍根小巷》中的主人公“黄孩子”所引发的漫画专栏争夺战（普利策与赫斯特之争）。

## 典型特征
- 使用大字号煽动性标题
- 对不甚重要的新闻加以渲染、夸张
- 捏造访谈记录和新闻报道，采用易于引起歧义的标题和版式
- 大量采用未经授权或真实性可疑的图片
- 报道内容流于肤浅
- 标榜同情“受压迫者”，煽动社会运动，或妖魔化某特定族群、團體及次文化，指責他們為某些事件或社會問題的根源，掀起道德恐慌

## 历史

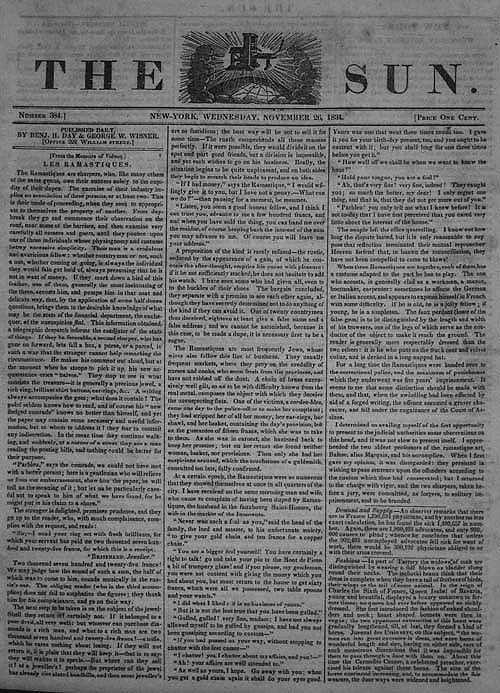
早期靠着煽情性新闻而闻名的《纽约太阳报》

早期便士报在美国兴起时，1833年本杰明·戴（Benjamin Day）创办的《纽约太阳报》便开始将煽情主义运用到新闻报道中，此后贝内特创办的《纽约先驱报》也采用同样手段。煽情主義报刊风格在政党刊物之后在美国开始兴盛。普利策时期使煽情主义达到一种新的层面，配合民众运动，普利策的刊物风行纽约。真正导致煽情主义转向黄色新闻泛滥的，则是赫斯特崛起之后。一般也认为，黄色新闻是现代小型报（Tabloid）的前身。

### 历史溯源
《纽约太阳报》避开了传统政治和商业的评论，多采用“丑闻故事”，“讽刺上流社会的丑恶行径”。《太阳报》迅速在商业上获得成功，但却被批评过于煽情和粗俗。尽管批评声不断，随着1835年贝内特的《纽约先驱报》和1841年霍勒斯·格里利的《纽约论坛报》的创办，便士报便发展起来。贝内特在报纸中添加了体育新闻、读者来信，以及更多的犯罪新闻和特别版面，而格里利在戴《太阳报》的基础上，引入了大量反对酒精和烟草的演讲内容，从而发展出一种重视社会运动和正义事业为特征的新闻风格。英国的W.T.斯泰德也有类似做法，他在调查新闻中谴责了儿童卖淫现象，最终导致被捕入狱。贝内特认为，“报纸功能不在于教诲，而在于惊醒”；报纸出版者应该：“挑起事端，销售报纸！”

### 黄色新闻泛滥
黄色新闻成为美国新闻史上一种正式潮流，源自19世纪末美国两位著名报业大亨威廉·赫斯特与约瑟夫·普利策的竞争。
19世纪80年代到20世纪初被认为是黄色新闻泛滥的时期。1883年普利策从杰伊·古尔德（Jay Gould）手中收购《纽约世界报》，标志着黄色新闻时代的开始。凭借煽情新闻和犯罪报道格式、社会运动以及普利策亲自策划的市场促销攻势，《纽约世界报》大获成功。而和前辈们一样，普利策也开始备受诟病，然而当时普利策对此不以为然，他认为只有通过煽情手法才可以影响到他以社论形式为之而斗争的民众。他说：“我希望我的读者是全国人民而非精英人群”

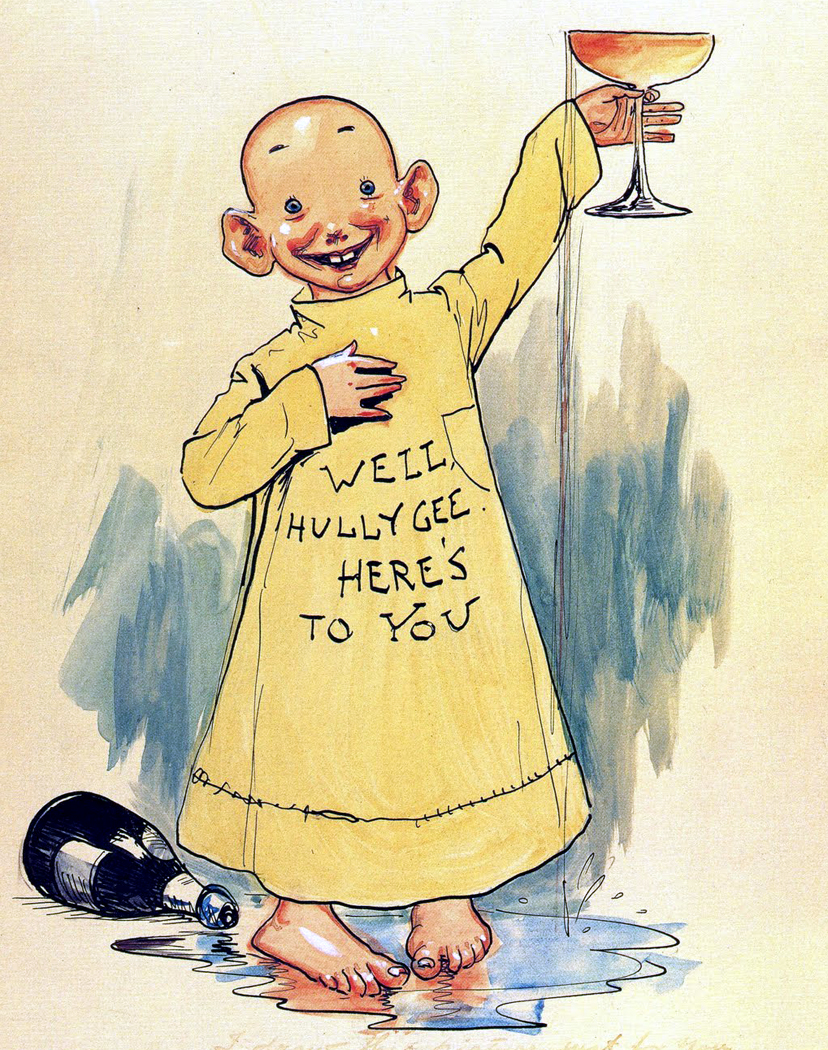
黄色新闻的得名——黄孩子

1895年，威廉·赫斯特接管《纽约新闻报》，采用了更为激进的社会运动新闻报道，新闻报道让位于新闻作秀，并由此引发了黄色新闻浪潮。
1895年，威廉·赫斯特收购《纽约新闻报》，开始同普利策的《世界报》展开竞争。在赫斯特进入纽约新闻界前，普利策的《世界报》以严肃的报道言论结合煽情主义策略，取得巨大成功。赫斯特为在竞争中迅速取得优势，将便士报时代的煽情主义传统发挥到极致。他以金钱购买新闻，大量报道犯罪新闻与社会丑闻，大量应用触目惊心的新闻图片，并煽动贫苦人群发动民权运动。
为在竞争中击败对手，赫斯特重金将《世界报》星期日版的全班人马挖至《新闻报》，其中包括著名专栏画家理查·奥特考特。奥特考特在《世界报》的著名漫画专栏“黄孩子”也移至《新闻报》。“黄孩子”是奥特考特所创作的著名连环画系列，主人公为一仅有几根头发、没有牙齿的小孩，穿着一件又长又大的黄色衣服，到处游荡，发表观感，在当时的纽约很受欢迎。星期日刊人马在一天之内全部倒戈，让普利策大吃一惊，立即用赫斯特所出高价将他们原班请回。然而赫斯特很快又用更高的价钱将他们彻底挖走。
“黄孩子”被《新闻报》挖走后，普利策十分恼火，不仅将赫斯特及其部署赶出《世纪报》大厦，而且又在法院控告《纽约日报》侵犯《世界报》版权。接着，为了与赫斯特一争高下，他重新聘请画家乔治·拉克斯继续在《世界报》续画“黄孩子”，并将赫斯特告上法庭。于是这场争夺“黄孩子”的战争在整个纽约引起轰动，两报藉人们对此事的关注大肆策划刺激性报道，争夺受众。彼时的《纽约客》的著名记者华德曼将两报的新闻报道风格戏称为“黄色新闻”，很快被人们接受并沿用至今，成为专门的新闻学学术用语。
在《新闻报》和《世界报》的激烈竞争中发展起来的黄色新闻，以及这种新闻报道方式所带来的巨大利润，引起了全国报纸的效仿。1899年至1900年，是美国黄色新闻发展的高峰。当时全国的主要报纸中约有三分之一是纯粹的黄色报纸。美国的新闻学者埃德温·埃莫里曾评价：“赫斯特制造出了有史以来最坏的新闻，将美国新闻事业的水准降到了最低。”

### 高潮
新闻学和历史学史上有一种观点认为黄色新闻是美西战争的原因。虽然美西战争原因众说纷纭，但黄色新闻不择手段以追求耸人听闻的特征，在美西战争中表露的淋漓尽致。赫斯特和普利策也因对战争煽风点火式的报道和鼓吹而饱受非议。
1898年爆发的美西战争是黄色新闻进入高潮的开始。

#### 培养民众情绪
1895年，西班牙王國殖民地古巴爆发武装起义，西班牙对起义进行了残酷镇压。当时美国报刊上几乎每天都有关于古巴的报道，其中也不乏许多蓄意捏造的虚假新闻。特别是赫斯特的《纽约日报》，更是不择手段地大肆渲染西班牙殖民统治的残暴。例如他曾倾注全力的报道一位古巴起义领袖的外甥女西斯内罗斯（Evangelina Cisneros），将其塑造成为古巴的“圣女贞德”。将被刺的西班牙军官描绘成好色之徒，大肆渲染关押地点的恶劣，并掀起妇女运动，号召向罗马教皇和西班牙女皇呼吁。后来赫斯特选派一名精明记者卡尔·德克尔（Karl Decker）潜入哈瓦那营救西斯内罗斯。德克尔买通各个关口，使其女扮男装逃出古巴，来到美国。赫斯特在纽约为她举行盛大欢迎仪式，之后将其送往华盛顿，接受美国总统接见。这件轰动数月的新闻，完全由赫斯特一手策划，使得《纽约日报》大出风头。

#### 战争动员

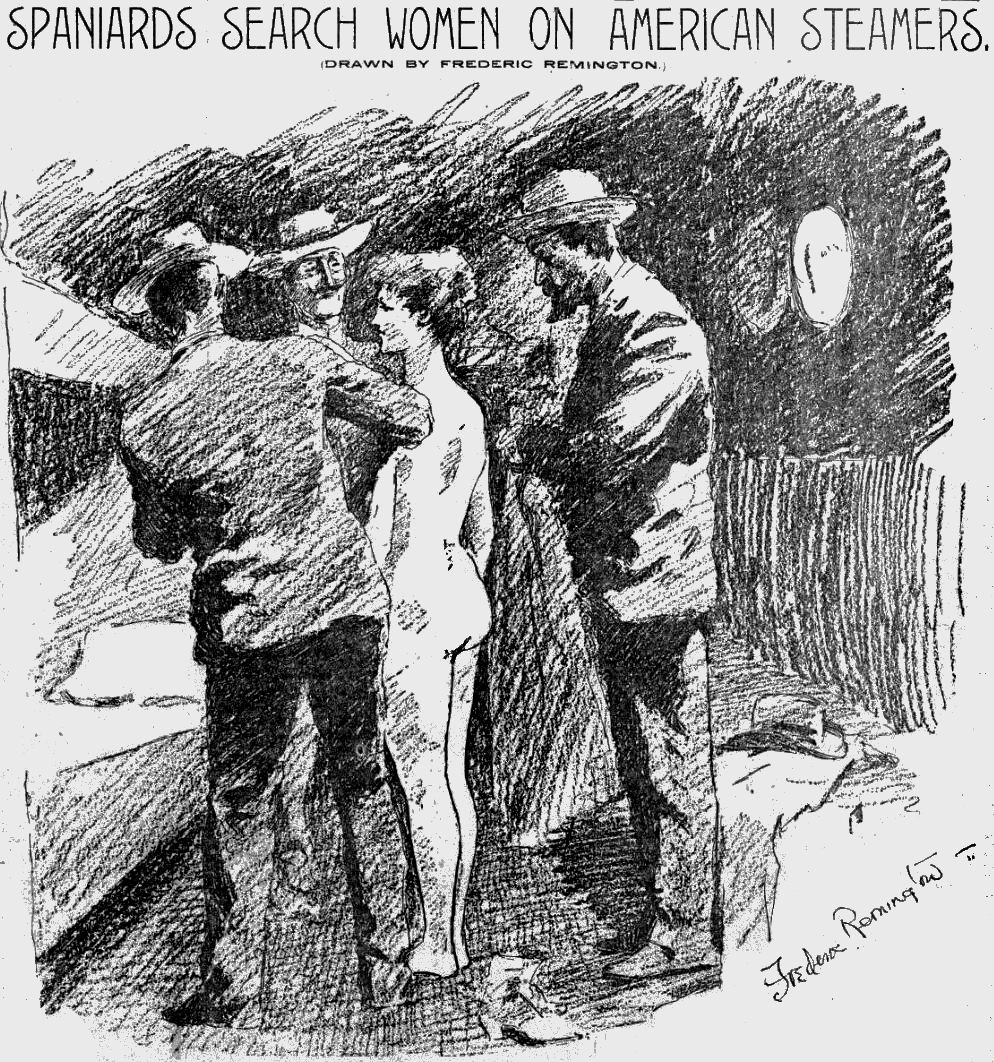
作者：雷明顿

在战争打响之前，普利策和赫斯特竭尽所能鼓吹战争，大量刊登西班牙在古巴暴行的报道和图片，激发群众对西班牙的不满。赫斯特曾公开宣称，为使美西开战，他花了一百万用于鼓动宣传。为此，有人把美西战争称为“赫斯特的战争”。有一次，著名战地记者理查德·哈丁·戴维斯给赫斯特发来一篇报道，其中说到西班牙军官在一艘美国船上搜查美国妇女的事情。《纽约日报》报道时加上了一个刺眼的标题——我们的国旗保护妇女吗？同时还配发了雷明顿的一副精美插图，上面画着三个色眼迷离的西班牙人，正在检查一个一丝不挂的古巴妇女。雷明顿看到报道后勃然大怒，公开申明对此不负责，由于疏忽大意，约稿中没有交代。另外还有一件非常有名，也让赫斯特备受非议的一件传说（其中一个版本曾在《公民凯恩》中出现）：雷明顿抵达古巴后发现非常平静，于是致电赫斯特：“这儿没有战事”，赫斯特回电：“稍等，你搞定图画，我提供战争。”
1898年2月15日美国战舰缅因号在哈瓦那被炸沉，《新闻报》在事先未作任何调查的情况下断言是西班牙人所为，并在报纸上公开悬赏五万美金征求犯罪证据，此举引起各报效仿，美国国内人声沸腾，要求政府宣战。4月29日，美国终于对西班牙王國宣战。

#### 战争打响
战争一开始，赫斯特即特派数艘汽艇和拖船，亲自率领20余名记者到战地采访，赫斯特还亲自上阵，俘获26名西班牙海军官兵。一次冲锋中，他的明星记者詹姆斯·克里尔曼负伤倒地，失去知觉。多年后克里尔曼记述了此后的情景：
|                                     | 有人跪在我身边的草地上，把手放在我发烫的前额上，我睁开双眼，原来是《纽约日报》的老板赫斯特先生。只见他头戴一顶镶有一圈艳丝带的草帽，腰插一支左轮手枪，手里拿着铅笔和笔记本。这个挑起战争的人亲眼见到了战争的后果，并在发现自己的记者倒下后亲自接替工作。他慢慢地记下了我叙述的战斗经过。清脆的毛瑟枪声一再打断我们，但赫斯特毫不在乎。无论如何，战斗情况总还是要报道的。 ‘你负伤了，我很抱歉。但是，’——这时他脸上露出激动的神色——‘这难道不是一种光荣的战斗吗？我们一定要抢在世界上所有报纸的前头。’ |
| ——《西方新闻界的竞争》约翰·霍恩伯格 | |

《新闻报》销量由100万份迅速增至150万份。《世界报》也达到了150万的惊人销量。
尽管如此，美国仍有不少报纸坚决抵制黄色新闻的泛滥，主张维持严肃的风格，如《纽约时报》、《纽约论坛报》等。

### 黄色新闻大战落幕
普利策后来对《世界报》在美西战争中的煽情做法深表后悔，备感内心谴责，并退出了黄色新闻大战。但赫斯特并没有所收敛，反而变本加厉。1901年，赫斯特因支持落选总统的民主党领袖布莱恩而公然在《新闻报》上煽动刺杀总统麦金莱。同年9月，麦金莱遇刺身亡，从凶手的口袋里搜出这份《新闻报》。赫斯特随即遭到社会舆论的严厉谴责，《新闻报》销量大跌。1906年，赫斯特不得不将《新闻报》解散，创办新的《美国人报》。
随着《新闻报》的退出，黄色新闻逐渐衰落。而风格庄重的报纸如《纽约时报》等则迅速崛起，成为美国的主流大报。同时，但小型报也沒有消失，开始逐渐形成独立流派，此後對於早期新闻產業發展造成了一定影響，形成专业化分工。

### 現代
- 通俗名稱黃色新聞為貶义詞，泛指任何新聞報導中針對色情、暴力成分大幅度渲染的報章報導。[8]

## 影响

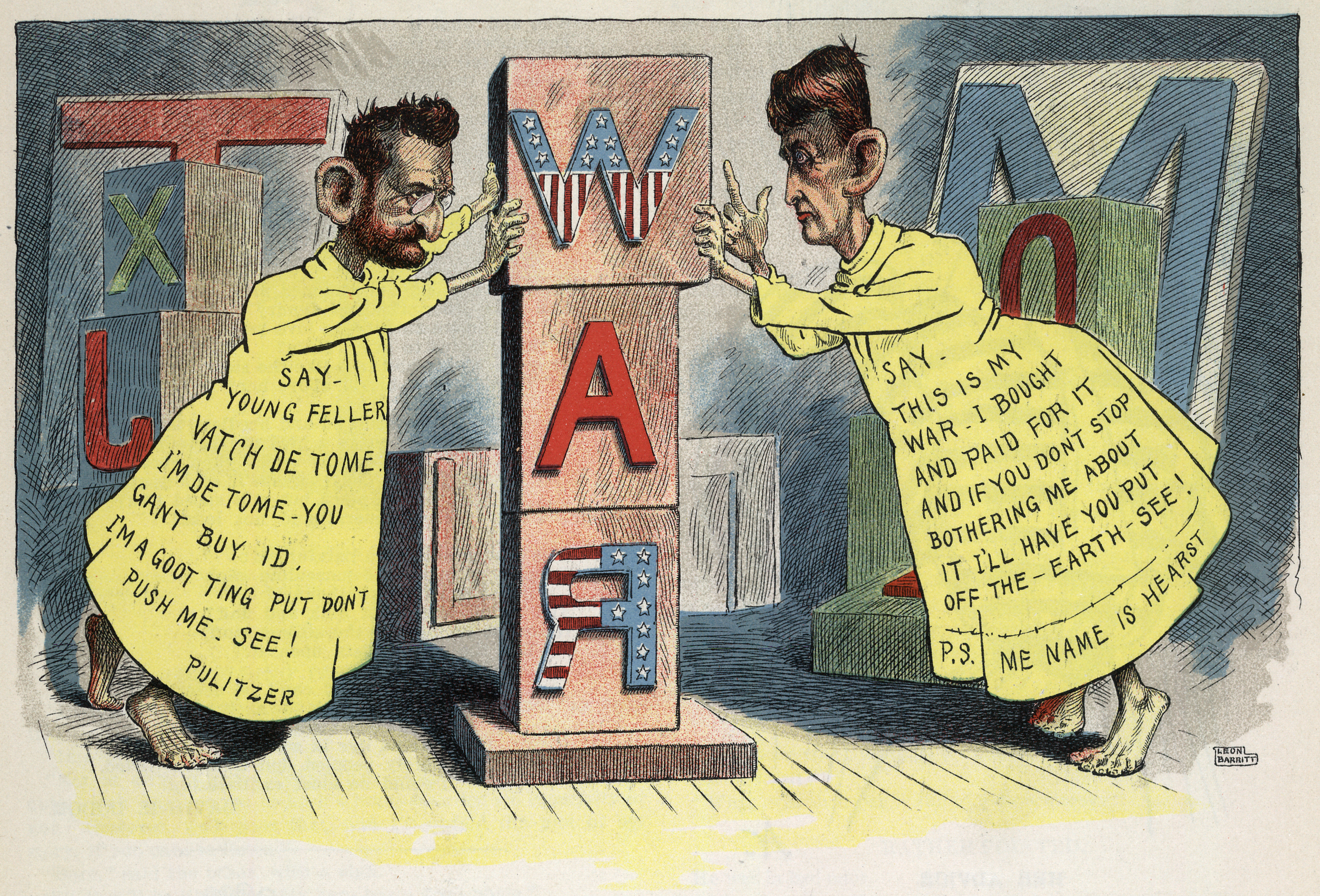
1898年Leon Barritt所作的讽刺漫画，暗示两巨头在争夺黄孩子时将美国推向战争

连正统的路透社都因為所謂的「黃色新聞」而改變風格，“对失事、火灾、爆炸、惊人的犯罪活动、暗杀及名人去世进行专题报道。”
在黄色新闻泛滥的年代，严肃报人埃德温·劳伦斯·戈德金（Edwin Lawrence Codkin）于1889年这样形容黄色新闻现象：
在任何一个基督教国家中，一家黄色报馆在气氛上大概是最像地狱的了。因为没有一个地方能比黄色报馆更适合把一个青年训练成永远遭人唾骂的人。

## 黄色新闻范例作品
《玛塔·海丽被枪决》国际通讯社（International News Service）巴黎1917年10月19日——黄色新闻的一篇名作，集中展现了黄色新闻的特点，至今仍被西方一些新闻院校当成范文。

## 相关影视作品
- 芝加哥，劇中對報界沉迷煽情、血腥、暴力的作風大加撻伐。改编自音乐剧的电影《芝加哥》获得2003年第75屆奧斯卡金像獎最佳影片奖。